# Zond 6
Pour les articles homonymes, voir Zond (homonymie).
Zond 6 (en russe : Зонд-6) est une sonde spatiale soviétique de 5 375 kg du programme Zond, lancée le 10 novembre 1968 à 19 h 11 min 31 s UTC. L'agence Tass indique laconiquement que la sonde « doit poursuivre l'étude de la Lune et de son environnement, prendre des photographies et perfectionner les systèmes installés à bord », laissant spéculer les Occidentaux sur l'éventualité d'une mise en orbite autour de la Lune ou un simple contournement. La mission est la répétition de celle de Zond 5, avec une amélioration de la rentrée dans l'atmosphère en deux temps avec un ricochet aérodynamique, causant une décélération de 7 g, moindre que pour Zond 5, et un retour précis sur le territoire soviétique, « dans une région fixée à l'avance ».

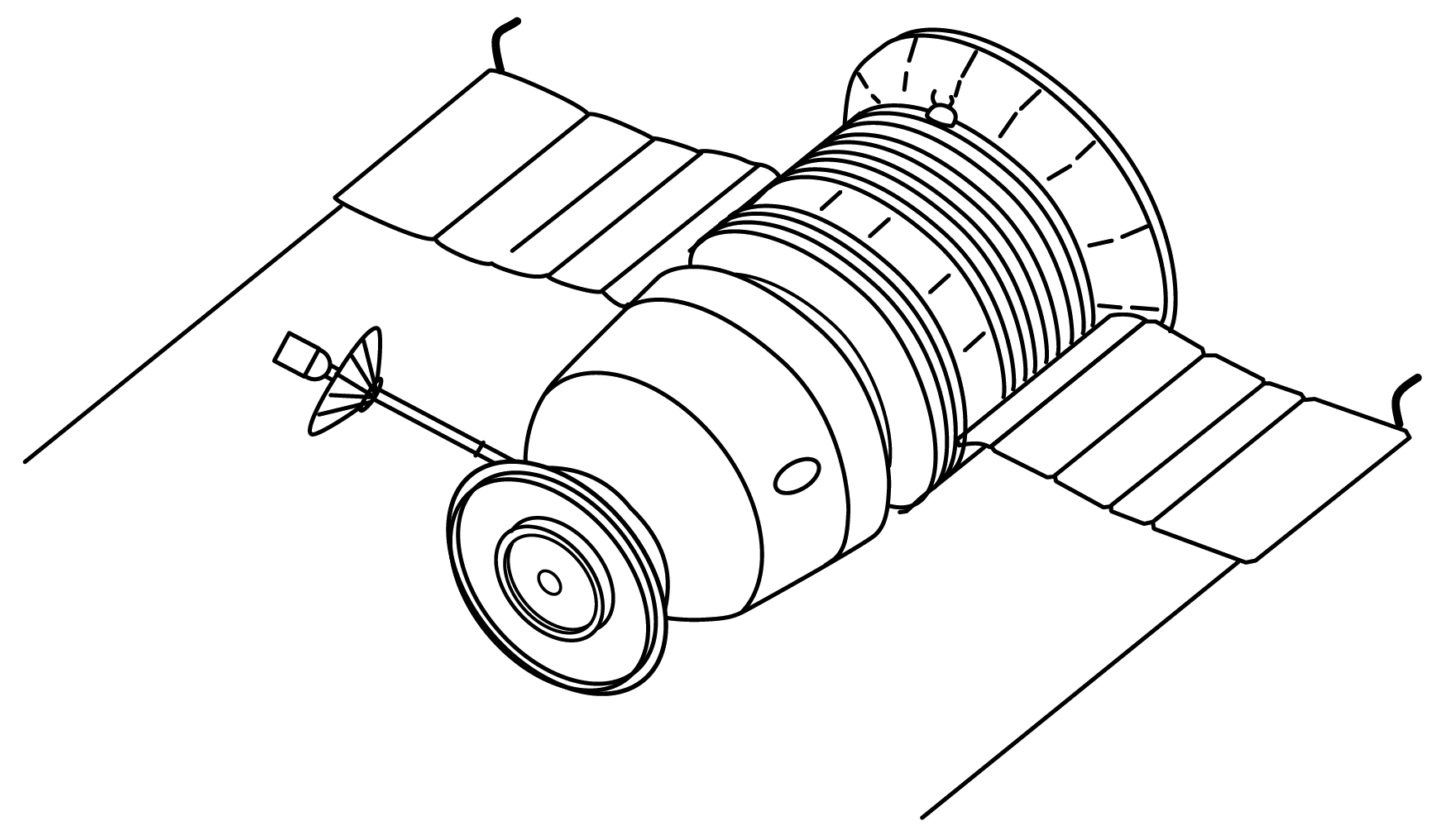
Représentation d'une sonde Zond.

Elle a été placée sur une orbite terrestre, puis contourne la Lune à 2 420 km d'altitude, mais lors du retour, un joint torique lâche, entraînant la dépressurisation de la cabine et l'ouverture prématurée des parachutes de la cabine à 5 km d'altitude et la capsule s'écrase; tous les organismes vivants à bord (insectes, tortues) sont tués. Les autorités soviétiques ne mentionnent pas ce crash et annoncent que le vol est un succès car le vaisseau a rapporté des photos de haute définition de la Lune sur des pellicules qui ont été développées sur Terre — une première technique — dont des vues de la face cachée et une vue de la Lune surmontée d'un croissant de Terre. 
Dans la course lunaire, Alexeï Leonov, qui est à la tête des dix cosmonautes s'entraînant dans le cadre du programme lunaire habité soviétique, harcèle l'ingénieur en chef Vassili Michine pour survoler la lune à bord de Zond 6 mais ce dernier refuse, conscient que le vaisseau n'est pas prêt.